# Rybno (gemeente in powiat Działdowski)
De gemeente Rybno is een landgemeente in het Poolse woiwodschap Ermland-Mazurië, in powiat Działdowski.
De zetel van de gemeente is in Rybno.
Op 30 juni 2004 telde de gemeente 7180 inwoners.

## Oppervlakte gegevens
In 2002 bedroeg de totale oppervlakte van gemeente Rybno 147,46 km², waarvan:
- agrarisch gebied: 58%
- bossen: 26%

De gemeente beslaat 15,29% van de totale oppervlakte van de powiat.

## Demografie
Stand op 30 juni 2004:
| Omschrijving                   | Totaal | Totaal | Vrouwen | Vrouwen | Mannen | Mannen |
| ------------------------------ | ------ | ------ | ------- | ------- | ------ | ------ |
| eenheid                        | aantal | %      | aantal  | %       | aantal | %      |
| inwoners                       | 7180   | 100    | 3588    | 50      | 3592   | 50     |
| bevolkingsdichtheid (inw./km²) | 48,7   | 48,7   | 24,3    | 24,3    | 24,4   | 24,4   |

In 2002 bedroeg het gemiddelde inkomen per inwoner 1365,82 zł.

## Aangrenzende gemeenten
Dąbrówno, Działdowo, Grodziczno, Lidzbark, Lubawa, Płośnica